# Beckett-Nunatak
Der Beckett-Nunatak ist ein 1920 m hoher Nunatak mit unverschneiten Flanken und abgeflachtem Gipfel im ostantarktischen Viktorialand. Er ragt 15 km westlich des Mount Armytage und südlich des Harbord-Gletschers auf.
Der United States Geological Survey kartierte ihn anhand eigener Vermessungen und Luftaufnahmen der United States Navy. Das Advisory Committee on Antarctic Names benannte ihn 1964 nach William T. Beckett (1929–2000), Hausmeister auf der McMurdo-Station im Jahr 1963.